# 김치수
김치수(金治洙, 1940년 ~ 2014년 10월 14일)는 대한민국의 대학교수이자 문학평론가이다.

## 생애
1940년 전라북도 고창에서 출생하였다. 서울대학교 불어불문학과를 학사 학위 취득한 그는 그 후 동 대학원에서 석사학위를, 프로방스대학교대학원에서 〈소설의 구조〉로 박사학위를 받았다. 1964년 《산문시대》 동인으로 활동하며 《작가의 문학적 변모》를 발표하였고, 1966년 《중앙일보》 신춘문예에 〈자연주의양고(自然主義兩考)〉가 입선되어 문단에 데뷔하였다. 이후 《68문학》, 《문학과지성》 동인으로 활동하면서 《풍속의 변천》,《식민지시대의 문학》,《한국소설의 과제》,《관조자의 세계》,《지식인의 망명》 등을 발표했다.
비평의 특징은, 작가를 그가 속한 역사적 문맥 속으로 되돌려 그 작가의 문학사적 위치를 밝히고 동시대 다른 작가와의 이동점(異同點)을 탐색함으로써 작가의 정신사적 위치를 드러내는 데 있다. 평론집으로 《현대한국문학의 이론》(공저)과 《박경리(朴景利)와 이청준(李淸俊)》 등이 있다. 부산대학교를 거쳐 이화여자대학교 불어불문학과 교수(1979~2006)를 역임하였다.